# Papuarynkenæb
Papuarynkenæb (latin: Rhyticeros plicatus) er en næsehornsfugl, der lever på Ny Guinea og Salomonøerne.